# Peribaea alternata
Peribaea alternata är en tvåvingeart som beskrevs av Hiroshi Shima 1981. Peribaea alternata ingår i släktet Peribaea och familjen parasitflugor. Inga underarter finns listade i Catalogue of Life.